# Kőszegi Dezső
Kőszegi Dezső, Desiderio Kőszegi (1895. augusztus 31. – 1951. március 20.) válogatott labdarúgó, hátvéd, edző.

## Pályafutása
A BTC csapatában játszott, ahol egy bajnoki bronzérmet szerzett. 1921 és 1924 között az olasz US Pistoiese együttesének játékos-edzője volt.

## Sikerei, díjai
- Magyar bajnokság
  - 3.: 1912–13